# Structură algebrică
În matematică o structură algebrică constă dintr-o mulțime A nevidă, o colecție de operații pe A (de obicei operații binare, cum ar fi adunarea și înmulțirea) , și un set finit de identități, cunoscut sub numele de axiome, pe care aceste operații trebuie să le satisfacă.
O structură algebrică se poate baza pe alte structuri algebrice cu operații și axiome care implică mai multe structuri. De exemplu, un spațiu vectorial implică o a doua structură numită corp și o operație numită înmulțire scalară între elementele corpului (numite scalari), și elemente ale spațiului vectorial (numite vectori).
Ramura matematicii care se ocupă de studiul structurilor algebrice este algebra abstractă. Teoria generală a structurilor algebrice a fost formalizată în algebra universală. Teoria categoriilor este o altă formalizare, care cuprinde și alte structuri matematice și funcții între structuri de același tip (homomorfisme).
În algebra universală o structură algebrică este numită algebră. Acest termen poate fi ambiguu, deoarece, în alte contexte, o algebră este o structură algebrică care este un spațiu vectorial peste un corp sau un modul⁠(d) peste un inel comutativ.
Mulțimea tuturor structurilor de un anumit tip (cu aceleași operații și aceleași legi) se numește varietate⁠(d) în algebra universală; acest termen este folosit și cu un sens complet diferit în geometria algebrică, ca prescurtare a termenului varietate algebrică⁠(d). În teoria categoriilor, mulțimea tuturor structurilor de un anumit tip și homomorfismele dintre ele formează o categorie concretă⁠(d).

## Introducere
Adunarea și înmulțirea sunt exemple tipice de operații care combină două elemente ale unei mulțimi pentru a produce un al treilea element din aceeași mulțime. Aceste operații se supun mai multor legi algebrice. De exemplu, a + (b + c) = (a + b) + c și a(bc) = (ab)c sunt legi asociative, iar a + b = b + a și ab = ba sunt legi comutative. Multe sisteme studiate de matematicieni au operații care se supun unora, dar nu neapărat tuturor legilor aritmeticii obișnuite. De exemplu, posibilele mișcări ale unui obiect în spațiul tridimensional pot fi combinate efectuând o primă mișcare a obiectului și apoi o a doua mișcare din noua sa poziție. Asemenea mișcări, numite formal transformări rigide, sunt asociative, dar nu și comutative.
Mulțimile cu una sau mai multe operații care respectă legi specifice se numesc structuri algebrice. Când o nouă problemă implică aceleași legi ca și cele ale unei alte structuri algebrice, toate rezultatele care au fost demonstrate folosind numai legile structurii pot fi aplicate direct noii probleme.
În general structurile algebrice pot implica o colecție arbitrară de operații, inclusiv operații care combină mai mult de două elemente (operații cu aritate mai mare) și operații care au doar un singur argument (operații unare) sau chiar niciun argument (operații nulare). Exemplele enumerate mai jos nu sunt o listă completă, dar cuprind cele mai comune structuri predate în învățământ.

## Axiome obișnuite

### Axiome care sunt ecuații
O axiomă a unei structuri algebrice are adesea forma unei identități, adică a unei ecuații astfel încât cei doi membri ai ecuației sunt expresii care implică operații și variabile ale structurii algebrice. Dacă variabilele din identitate sunt înlocuite cu elemente arbitrare ale structurii algebrice, egalitatea trebuie să rămână adevărată. Iată câteva exemple comune.
ComutativitateO operație {\displaystyle *} este comutativă dacă
{\displaystyle x*y=y*x}
pentru orice x și y din structura algebrică.
AsociativitateO operație {\displaystyle *} este asociativă dacă
{\displaystyle (x*y)*z=x*(y*z)}
pentru orice x, y și z din structura algebrică.
Distributivitate la stângaO operație {\displaystyle *} este distributivă la stânga față de altă operație + dacă
{\displaystyle x*(y+z)=(x*y)+(x*z)}
pentru orice x, y și z din structura algebrică (a doua operație este notată aici prin +, deoarece în multe exemple comune a doua operație este adunarea).
Distributivitate la dreaptaO operație {\displaystyle *} este distributivă la dreapta față de altă operație + dacă
{\displaystyle (y+z)*x=(y*x)+(z*x)}
pentru orice x, y și z din structura algebrică.
DistributivitateO operație {\displaystyle *} este distributivă față de altă operație + dacă este atât distributivă la stânga, cât și la drepta. Dacă operația {\displaystyle *} este comutativă, distributivitatea la stânga și la dreapta sunt echivalente cu distributivitatea.

### Axiome de existență
Unele axiome obișnuite cuprind o clauză de existență. În general, o astfel de clauză poate fi evitată prin introducerea unor operații ulterioare și înlocuirea clauzei de existență cu o identitate care implică noua operație. Mai exact, se consideră o axiomă de forma „pentru orice X există y astfel încât {\displaystyle f(X,y)=g(X,y)}”, unde X este un k-tuplu de variabile. Alegerea unei valori specifice a lui y pentru fiecare valoare a lui X definește o funcție {\displaystyle \varphi :X\mapsto y,} care poate fi văzută ca o operație cu aritatea k, iar axioma devine identitatea {\displaystyle f(X,\varphi (X))=g(X,\varphi (X)).}
Introducerea unei astfel de operații auxiliare complică puțin enunțul unei axiome, dar are unele avantaje. Având în vedere o structură algebrică specifică, demonstrația că o axiomă de existență este satisfăcută constă în general în definirea funcției auxiliare, completată cu verificări directe. De asemenea, atunci când se calculează într-o structură algebrică, se utilizează în general în mod explicit operațiile auxiliare. De exemplu, în cazul numerelor, elementul opus este furnizat de operația unară minus {\displaystyle x\mapsto -x.}
De asemenea, în algebra universală, o varietate este o clasă de structuri algebrice care au în comun aceleași operații și aceleași axiome, cu condiția ca toate axiomele să fie identități. Ceea ce precede arată că axiomele de existență ale formei de mai sus sunt acceptate în definiția unei varietăți.
Iată câteva dintre cele mai comune axiome de existență.
Element neutru
O operație binară {\displaystyle *} are un element neutru dacă există un element e astfel încât
{\displaystyle x*e=x\quad } și {\displaystyle \quad e*x=x}
pentru orice x din structură. Aici, operația auxiliară este operația de aritate zero care are ca rezultat e.
Element invers
Fiind dată o operație binară {\displaystyle *} care are un element neutru e, un element x este inversabil dacă are un element invers, adică dacă există un element {\displaystyle \operatorname {inv} (x)} astfel încât
{\displaystyle \operatorname {inv} (x)*x=e\quad } și {\displaystyle \quad x*\operatorname {inv} (x)=e.}
De exemplu, un grup este o structură algebrică cu o operație binară care este asociativă, are un element neutru și toate elementele sale sunt inversabile.

### Axiome care nu sunt ecuații
Axiomele unei structuri algebrice pot fi orice formulă de ordinul întâi⁠(d), adică o formulă care implică conectori logici (cum ar fi „și”, „sau” și „nu”) și cuantificatori logici⁠(d) ({\displaystyle \forall ,\exists }) care se aplică elementelor (nu submulțimilor) structurii.
O astfel de axiomă tipică este inversarea în corpuri. Această axiomă nu poate fi redusă la axiome ale tipurilor precedente. (De aici rezultă că corpurile nu formează o varietate în sensul algebrei universale.) Se poate afirma că: „orice element diferit de zero al unui corp este inversabil”, sau, echivalent: structura are o operație unară inv astfel încât
{\displaystyle \forall x,\quad x=0\quad {\text{sau}}\quad x\cdot \operatorname {inv} (x)=1.}
Operația inv poate fi văzută fie ca o operație parțială care nu este definită pentru x = 0; sau ca o funcție obișnuită a cărei valoare în 0 este arbitrară și nu trebuie utilizată.

## Structuri algebrice mai cunoscute

### Mulțime cu operații
Structuri simple: fără operații binare:
- Mulțime: structură algebrică degenerată S fără operații.

Structuri de tip grup: o singură operație binară. Operația binară poate fi indicată prin orice simbol sau fără simbol (juxtapunere), așa cum se face pentru înmulțirea obișnuită a numerelor reale.
- Grup: un monoid cu o operație unară (inversare), care dă elementele inverse.
- Grup abelian: un grup a cărui operație binară este comutativă.

Structuri de tip inel: două operații binare, adesea numite adunare și înmulțire, cu înmulțirea distributivă peste adunare.
- Inel: un semiinel al cărui monoid aditiv este un grup abelian.
- Inel comutativ: un inel în care operația de înmulțire este comutativă.
- Corp: un inel netrivial în care diviziunea prin elementele nenule este definită.
- Corp comutativ: un corp în care operația de înmulțire este comutativă.

Structuri de tip latice: două sau mai multe operații binare, inclusiv operațiuni numite sup și inf⁠(d), conectate prin legea absorbției.
- Latice completă⁠(d): o latice în care există sup și inf arbitrare.
- Latice mărginită⁠(d): o latice cu cel mai mare și cel mai mic element⁠(d).
- Latice distributivă⁠(d): o latice în care fiecare dintre elementele sup și inf sunt distributive unul față de celălalt. Familia tuturor submulțimilor⁠(d) formează sub operațiile de reuniune și intersecție o latice distributivă.
- Algebră booleană: o latice distributivă complementară. Fiecare dintre sup și inf pot fi definite în termeni de cealaltă și complementară.

### Două mulțimi cu operații
- Modul⁠(d): un grup abelian M și un inel R acționând ca operatori pe M. Elementele din R sunt uneori numite scalari, iar operația binară a înmulțirii scalare este o funcție R × M → M, care satisface mai multe axiome. Numărând operațiile din inel, aceste sisteme au cel puțin trei operații.
- Spațiu vectorial: un modul în care inelul R este un corp.
- Algebră peste un corp: un modul peste un corp, care are și o operație de înmulțire care este compatibilă cu structura modulului. Aceasta cuprinde distributivitatea pentru adunare și liniaritatea pentru înmulțire.
- Spațiu prehilbertian: un F spațiu vectorial V cu o formă biliniară definită V × V → F.

## Structuri hibride
Structurile algebrice pot coexista cu o structură adăugată a cărei natură nu este algebrică, cum ar fi o ordine parțială⁠(d) sau o topologie. Structura adăugată trebuie să fie compatibilă, într-un anumit sens, cu structura algebrică.
- Grup topologic⁠(d): un grup cu o topologie compatibilă cu operația grupului.
- Grup Lie: un grup topologic cu o structură de varietate netedă compatibilă.
- Grup ordonat, inel ordonat și corp ordonat⁠(d): structuri cu o ordine parțială⁠(d) compatibilă.
- Grup arhimedic⁠(d): un grup total ordonat în care este valabilă axioma lui Arhimede.
- Spațiu vectorial topologic⁠(d): un spațiu vectorial în care M are o topologie compatibilă.
- Spațiu vectorial normat: un spațiu vectorial cu o normă compatibilă. Dacă acest spațiu este complet (ca spațiu metric), atunci el este numit spațiu Banach.
- Spațiu Hilbert: un spațiu prehilbertian peste numerele reale sau complexe al căror produs scalar dă naștere unei structuri de tip spațiu Banach.
- Algebră von Neumann⁠(d): o *-algebră a operatorilor pe un spațiu Hilbert echipat cu o topologie a operatorului slabă⁠(d).